# Norman Kwong
Norman Lim Kwong, chiń. 林佐民; pinyin Lín Zuǒmín (ur. 24 października 1929 w Calgary, zm. 3 września 2016 tamże) – kanadyjski sportowiec zawodowy pochodzenia chińskiego, działacz państwowy, gubernator porucznik prowincji Alberta.

## Życiorys
Uprawiał kanadyjską odmianę futbolu amerykańskiego i w barwach zespołu Edmonton Eskimos czterokrotnie sięgnął po Grey Cup, główne trofeum w Canadian Football League (CFL). Pierwszy Kanadyjczyk pochodzenia chińskiego w lidze CFL, nosił przydomek „China Clipper”. W 1955 został uznany kanadyjskim „Sportowcem roku”. W późniejszych latach w uznaniu udanej kariery został uhonorowany miejscem w Hall of Fame ligi CFL (1969), Hall of Fame Sportu Kanadyjskiego (1975) oraz Hall of Fame Sportu Prowincji Alberta.
Kierował klubem ligi CFL Calgary Stampeders. Był również współwłaścicielem zespołu hokejowego Calgary Flames, wraz z którym świętował pierwszy Puchar Stanleya (trofeum w lidze NHL) w 1989.
Przewodniczący Kanadyjskiej Rady Porozumienia Międzykulturowego, w 1988 został odznaczony Orderem Kanady. 20 stycznia 2005 został zaprzysiężony jako gubernator porucznik prowincji Alberta, zastąpił zmarłą Lois Hole. Funkcję pełnił do maja 2010.